# شیروانلی (بردع)
شیروانلی (به لاتین: Şirvanlı) یک منطقه مسکونی در جمهوری آذربایجان است که در شهرستان بردع واقع شده است. شیروانلی ۲۰۱۹ نفر جمعیت دارد.